# پژوهشگاه صنعت نفت
پژوهشگاه صنعت نفت، مؤسسه پژوهشی ایرانی است، که به‌عنوان بزرگترین مرکز پژوهشی در زمینه صنایع نفت، گاز و پتروشیمی در ایران فعالیت می‌کند. این پژوهشگاه در سال ۱۳۳۸ توسط شرکت ملی نفت ایران تأسیس شد و اکنون به عنوان یکی از سازمان‌های وابسته به وزارت نفت ایران فعالیت می‌نماید. هم‌اکنون عظیم کلانتری اصل ریاست پژوهشگاه صنعت نفت را برعهده دارد. این پژوهشگاه فناوری‌های گوناگونی را در سه حوزه بالادستی نفت‌وگاز، پایین‌دستی نفت‌وگاز، انرژی و محیط زیست توسعه داده‌است. برخی از مهمترین فناوری‌های توسعه‌یافته توسط پژوهشگاه صنعت نفت عبارتند از:
1. مطالعات هیدرات‌های گازی در دریای عمان
2. توسعه دانش فنی انواع افزایه‌های حفاری
3. توسعه دانش فنی واحد‌های فرایندی پالایشگاه‌های نفت
4. توسعه دانش فنی انواع کاتالیست
5. توسعه دانش فنی سنسورهای پرتابل
6. توسعه دانش فنی پاکسازی خاک‌های آلوده

## تاریخچه
پژوهشگاه صنعت نفت در سال ۱۳۳۸ با نام «اداره توسعه و تحقیقات شرکت ملی نفت ایران» تأسیس شد. هدف اولیه این سازمان، تحقیق و پژوهش در زمینه کاربرد مواد نفتی بود. پس از انقلاب ۱۳۵۷ در ایران، نام این سازمان نیز به «مرکز پژوهش و خدمات علمی» تغییر یافت. بر پایه موافقتنامه اصولی سال ۱۳۶۸ شورای گسترش وزارت فرهنگ و آموزش عالی، به عنوان «پژوهشگاه صنعت نفت» با هدف انجام پژوهش‌های بنیادی، کاربردی و توسعه‌ای، نامیده شد.
راهبرد پژوهشگاه صنعت نفت، ایجاد ارزش افزوده از راه تولید و تجاری‌سازی فناوری، با رویکرد اصل انجام پژوهش برای توسعه و داخلی‌سازی فناوری‌های جدید در صنعت نفت است. فعالیت‌های این پژوهشگاه در سه مجموعه پردیس پژوهش و توسعه انجام می‌شود، که شامل: صنایع بالادستی نفت، صنایع پایین‌دستی نفت، انرژی و محیط زیست» می‌باشد.

## پردیس‌های پژوهش و توسعه

### صنایع بالادستی
پردیس پژوهش و توسعه صنایع بالادستی نفت، مهم‌ترین پردیس در مجموعه پژوهشگاه صنعت نفت می‌باشد، که از سه پژوهشکده و دو مرکز توسعه تشکیل شده‌است. سه پژوهشکده صنایع بالادستی شامل: پژوهشکده علوم زمین، پژوهشکده مهندسی نفت و پژوهشکده مطالعات مخازن و توسعه میدان‌ها، همچنین دو مرکز توسعه نرم‌افزارهای بالادستی نفت و مرکز فناوری اطلاعات بالادستی نفت می‌باشند. این پردیس با تکیه بر منابع انسانی دانشی، باتجربه و کارآمد و هم‌چنین تجهیزات دستگاهی مدرن و پیشرفته، با رویکرد کار گروهی، سعی دارد با انجام پژوهش‌های بنیادی و کاربردی، مطالعات جامع، انجام خدمات علمی و آزمایشگاهی و مشاوره‏‌های علمی و مدیریتی، نیازهای فناورانه صنعت نفت را در حوزه بالادستی برآورده ساخته و معضلات عملیاتی این حوزه را در کشورمان برطرف کند.

### صنایع پایین‌دستی
پردیس پژوهش و توسعه صنایع پایین‌دستی نفت، شامل شش پژوهشکده: کاتالیست و نانوفناوری، توسعه فناوری‌های پالایش و فرآورش نفت، توسعه فناوری‌های فرآورش و انتقال گاز، توسعه فناوری‌های شیمیایی، پلیمری و پتروشیمی، توسعه فرایند و فناوری تجهیزات، هم‌چنین مرکز پژوهش و توسعه فناوری‌های نفت کرمانشاه است.
کلیه فرآوردهای نفتی در شاخه علم مواد شیمی در مترولوژی علمی CCQM شناخته میشود .

### انرژی و محیط زیست
پردیس پژوهش و توسعه انرژی و محیط زیست، شامل سه پژوهشکده محیط زیست و بیوتکنولوژی، حفاظت صنعتی و توسعه و بهینه‌سازی فناوری‌های انرژی و گروه پژوهشی تجزیه و ارزیابی مواد است که با اجرای طرح‌های پژوهشی و توسعه ای، در مسیر کسب و بومی‏‌سازی دانش فنی برای صنعت نفت و نیز رفع معضلات صنعتی در حوزه‏‌های انرژی، حفاظت صنعتی، محیط زیست و بیوتکنولوژی گام برمی‌دارد. هم‌اکنون نیز این پردیس تبدیل جزیره سیری به یک جزیره سبز را بر عهده گرفته و در منطقه عسلویه نیز اجرای پروژه تعیین مقدار آلاینده‌ها و مدل سازی هوای منطقه را عهده‌دار است.

## نیروی انسانی
در حال حاضر پژوهشگاه صنعت نفت از ۷۵۵ نیروی انسانی متخصص برخوردار است، که شامل ۹۵ دکتر، ۳۳۹ کارشناس ارشد، ۱۲۷ کارشناس، و بقیه نیروهای تکنسین و پشتیبانی می‌باشند. از کل کارکنان حدود ۷۰٪ دارای سمت‌های پژوهشی می‌باشند. از این میان تعداد ۲۰۰ نفر توانسته‌اند به عضویت هیئت علمی پژوهشگاه در آیند.

## کتابخانه تخصصی پژوهشگاه
کتابخانه تخصصی پژوهشگاه صنعت نفت در سال 1338 همزمان با تاسیس پژوهشگاه صنعت نفت در حوزه های نفت و گاز، پتروشیمی، شیمی، مهندسی شیمی و سایر موضوعات فنی و مهندسی مرتبط تاسیس شد.

### کارکنان کتابخانه
- مدیریت کتابخانه تاکنون (1399): ماریا رزم گیر
- روسای اسبق این کتابخانه: محمدعلی بوربور ، شاهسون
- مسئول امانت و پشتیبانی: زهرا میرزاآقاجان
- مسئول تامین مدارک و نشریات و استانداردها: سمانه توکلی